# Вілсон Ндоло Айя
Вілсон Ндоло Айя (англ. Wilson Ndolo Ayah; 29 квітня 1932, Кисуму, Британська Східна Африка — 16 березня 2016, Найробі, Кенія) — кенійський державний діяч. Міністр закордонних справ Кенії (1990—1993).

## Життєпис
Ндоло Айя народився в селі Кисуму Семе Кітамбо, Кенія та здобув освіту в школах Нгере і Масено, здобув вищу освіту в Університеті Макерере в Кампалі і Університет Вісконсину у Медісоні (США) з присудженням ступеня магістра в галузі сільської соціології.
На виборах у грудні 1969 року вперше обраний до парламенту від Африканського національного союзу Кенії, проте в 1974 році зазнав поразки. Потім він став членом правління Національної будівельної корпорації. У 1976—1978 рр. був головою державної компанії Catering Levy Trustees, підпорядкованої Міністерству туризму і відповідальною за збір платежів за харчування і продовольче забезпечення. У квітні 1978 року він також увійшов до складу Консультативної ради з питань праці. На виборах 1983 року був знову обраний до парламенту, зазнавши поразки у 1992 році, він до 1997 року залишався призначеним членом Національної асамблеї.
На міністерських посадах працював міністром науки, досліджень і технологій (1987—1988); міністром водних ресурсів (1988—1990); міністром закордонних справ і міжнародного співробітництва (1990—1993). Перебуваючи на посаді міністра закордонних справ, звинуватив американського посла Сміта Хемпстоуна в спробі повалити уряд Деніеля арап Мої і підтримки опозиції в спробі дестабілізувати ситуацію в країні. Він охарактеризував Хемпстоуна як расиста і висловив жаль з приводу того, що президент США Джордж Буш призначив його на посаду посла в Кенії. Потім він був міністром транспорту і комунікацій, а також виконував обов'язки скарбника Африканського національного союзу Кенії.
Після припинення депутатських повноважень у 1997 році став першим генеральним директором створеної телекомунікаційної компанії ТОВ «Сафаріком» — провідного оператора мобільної мережі Кенії і перетворив її в найбільшу галузеву компанію у Східній Африці.